# Здобич Зеленої людини
Здобич Зеленої людини (англ. The Green Man's Quarry) — фентезійний роман британської письменниці Джулієт Мак-Кенни. Це шостий роман у серії «Зелена людина». Він продовжує пригоди Деніела Макмейна, напівлюдини-напівдріади.

## Стислий зміст сюжету
За останні кілька років Зелена людина узяла за звичку посилати Деніела Макмейна зупиняти загрози з британського фольклору, що створюють проблеми у повсякденному світі. Цього разу місцеві німфи — наяда та дріада хотіли, щоб він розібрався з великою твариною з котячого роду. Хоча повідомлення про великих котів, таких як «Звір з Бодміна», час від часу з'являються в бульварній пресі, ніхто ніколи не впіймав такого кота, або навіть не знайшов доказів вбивства великого хижака.
Чи зможе Ден дізнатися правду про цей сучасний міф до того, як соціальні мережі перетворять його полювання на інтернет-сенсацію? Він знає, що не всі тварини є тим, чим здаються. Величезний кіт, який може з'являтися і зникати безслідно, має бути чимось більшим, ніж здається на перший погляд. Ден знає напевно лише одне: він вийшов на слід убивці.
З огляду на це, він звертається по допомогу до мережі не зовсім людських друзів, яку розбудовував по всій країні протягом останніх кількох років: Це Фін, його дівчина-Лебідь-Дівиця (з двома сестрами, матір'ю та іншими членами родини); Хейзел Спіннер і Джилліан, мудрі жінки, які можуть перетворюватися на зайців; його мати — дріада, яка дала йому здатність бачити надприродних істот, а також дріади Блайтхерста, де він працює; і Елеонора Бохен, у якої була дріада для далекого предка.
Вирушаючи до Йоркширу, Ден також озброюється новими знаннями про те, на що здатна його «зелена кров» (спадщина дріад), і надією на те, що він ще багато чого може навчитися робити.

## Відгуки
У рецензії на The Monday Review означено: «Ця книжка така ж захоплива, як і всі інші книги серії „Зелена людина“, з динамічною оповіддю, від якої важко відірватися. Мережа знайомств Дена ще більше розширюється під час його подорожей до Йоркширу, Девону, Дорсету та Шотландії у пошуках великого кота, який не є великим котом, і, як це зазвичай буває з мережею знайомств Дена, більшість з них — жінки, які мають владу, що Ден завжди сприймає з повагою — факт, який я ціную, оскільки занадто часто чоловіки-протагоністи відчувають загрозу з боку жінок, які мають владу, або ставляться до них погано тільки тому, що вони не чоловіки».
Кей Джей Чарльз на Goodreads зазначив: «У цій книзі є справжнє відчуття небезпеки, справді страшний лиходій з цікавою мотивацією. Мені подобається, як навколо Дена формується спільнота, і як зростають його сили: він пройшов довгий шлях від першої книги».

## Нагороди
Книга визнана найкращим науково-фантастичним романом 2024 року за версією Британської асоціації наукової фантастики.